# Даккичай
Даккичай — река в России, протекает в Рутульском районе Дагестана. Устье реки находится в 194 км по правому берегу реки Самур. Длина реки составляет 10 км.

## Данные водного реестра
По данным государственного водного реестра России относится к Западно-Каспийскому бассейновому округу, водохозяйственный участок реки — Самур. Речной бассейн реки — Терек.
Код объекта в государственном водном реестре — 07030000412109300002217.